# 語彙・読解力検定
語彙・読解力検定（ごい・どっかいりょくけんてい）は、ベネッセコーポレーションと朝日新聞社が共同で実施していた、語彙力や読解力を測る民間の検定試験である。2018年度第2回試験をもって終了した。

## 試験の内容
1級は年1回、準1級から4級までは年2回実施され、各級とも5択の択一問題のマークシート形式だった。「辞書語彙」・「新聞語彙」・「読解」の3パートで構成されており、全体合格率は50％前後で推移していた。
| 辞書語彙 | 国語辞典に掲載されている語句の知識や運用力を問う語彙問題で、主に『ベネッセ新修国語辞典』より3つの形式で出題される。 |
| 新聞語彙 | 朝日新聞に掲載されている語の知識や運用力を問う語彙問題が出題。                                                      |
| 読解     | 朝日新聞に掲載されている語の知識や運用力を問う語彙問題。                                                            |

『語彙・読解力検定』の問題設計・判定には、IRT（項目応答理論）が応用された10点ずつのスコア方式で採点された。
合格には、新聞語彙・読解の合計得点率と辞書語彙のIRTスコアのそれぞれの合格基準を満たす必要があった。